# گراهام ابل
گراهام ابل (انگلیسی: Graham Abel؛ زادهٔ ۱۷ سپتامبر ۱۹۶۰) یک بازیکن فوتبال اهل انگلستان است.
از باشگاه‌هایی که در آن بازی کرده‌است می‌توان به باشگاه فوتبال چورلی، باشگاه فوتبال کرو آلکساندرا، باشگاه فوتبال نورتویچ ویکتوریا، و باشگاه فوتبال ویتون آلبیون اشاره کرد.